# Autumn Almanac
«Autumn Almanac» - en españolː«Almanaque Otoñal»- es una canción pop escrita por el músico inglés Ray Davies y grabada por su banda The Kinks en 1967. Los críticos la han descrito como un "clásico absoluto", "una fina observación de la cultura inglesa", un "estudio de carácter extraño" y por su "sonido suave y melódico que iba a caracterizar la siguiente fase [musical] de The Kinks..." Algunos han colocado a esta y otras composiciones de Davies en la tradición pastoral-romántica de la poesía de William Wordsworth, entre otros.
En su autobiografía X-Ray de 1995 y en su aparición en el programa de televisión VH1 Storytellers, Davies señaló que la canción estaba inspirada en un jardinero jorobado de su barrio natal, el Muswell Hill al norte de Londres.
Como muchas grabaciones de mediados de los años 1960, «Autumn Almanac» fue publicada en versión mono y estéreo. La versión mono apareció como sencillo y como bonus track en la reedición en CD del álbum Something Else by The Kinks de 1998 y también en otros discos de grandes éxitos. La versión estéreo, que es diez segundos más larga y con efectos "psicodélicos" como un tape loop durante el fadeout, apareció en el disco compilatorio The Kink Kronikles de 1972 y en la reedición 2CD deluxe de Something Else.